# Christian Convery
Christian Convery é um ator infantil americano-canadense conhecido por seus papéis na série de fantasia Sweet Tooth da Netflix e no filme de comédia O Urso do Pó Branco.

## Vida e carreira
Convery nasceu em Vancouver, Canadá. Ele fez sua estreia no cinema na comédia romântica Amor Ao Acaso de Marita Grabiak como Conner, lançado em abril de 2016, seguido por papéis naquele ano em Supernatural e Van Helsing, e depois Legion e Lucifer em 2017. Em novembro de 2016, ele foi visto no filme para TV Meu Sonho de Natal da Hallmark Entertainment em seu primeiro papel principal ao lado de Danica McKellar e David Haydn-Jones como o filho deste último, Cooper Stone. Ele é primo do ator Christopher Convery .
Em 2019, ele foi homenageado novamente com o Young Artist Award na categoria Streaming Series ou Film. No filme dramático de 2018, Querido Menino com Timothée Chalamet e Steve Carell, ele interpretou o papel de Jasper Sheff. Ele teve um papel principal como Morgan na série Acãodemia (Aucademia no Brasil) da Netflix . Ele também foi visto no filme para televisão de 2019 Os Descendentes 3 . Convery apareceu como Will em Brincando com Fogo ao lado de John Cena, John Leguizamo, Judy Greer e Keegan-Michael Key . Em 2020, ganhou o prêmio de Melhor Ator Principal na Série de Televisão por Pup Academy .
Na série de fantasia da Netflix Sweet Tooth com Will Forte e Nonso Anozie, ele teve um papel principal como Gus, menino-veado, em 2021. Para o drama O Despertar Do Tigre, baseado no livro de Kate DiCamillo, ele ficou com Dennis Quaid e Queen Latifah como Rob Horton na câmara.

## Filmografia
| Ano       | Título                                             | Papel               | Notas                             |
| --------- | -------------------------------------------------- | ------------------- | --------------------------------- |
| 2016      | Amor ao Acaso                                      | Conner              |                                   |
| 2016      | Sobrenatural                                       | Lucas Kellinger     |                                   |
| 2016      | Meu Sonho De Natal                                 | Cooper              |                                   |
| 2016      | Van Helsing                                        | Vampire Child       |                                   |
| 2016      | Christmas List                                     | David Anthony Owens |                                   |
| 2017      | Legião                                             | jovem David         |                                   |
| 2017      | Lucifer                                            | Ethan               |                                   |
| 2017      | Coming Home For Christmas                          | Paul                |                                   |
| 2017      | Natal Em Holly Lodge                               | Kyle Talbert        |                                   |
| 2018      | Signed, Sealed, Delivered: The Road Less Travelled | Danny               | Filme Hallmark Filmes e Mistérios |
| 2018      | Aliens Ate My Homework                             | Eric                |                                   |
| 2018      | O pacote                                           | Jake Floyd          |                                   |
| 2018      | Natal Sob As Estrelas                              | Wyatt               |                                   |
| 2018      | A Twist of Christmas                               | Elliot Hewitt       |                                   |
| 2018      | Santa's Boots                                      | Todd                |                                   |
| 2019      | A Snake Marked                                     | Young Snake         |                                   |
| 2019      | William                                            | Young William       |                                   |
| 2019      | Os Sonhos de Heaven                                | Keith               |                                   |
| 2019      | Os Descendentes 3                                  | Squeaky             |                                   |
| 2019      | Brincando com fogo                                 | Will                |                                   |
| 2020      | Aucademia                                          | Morgan              | Série de TV: papel principal      |
| 2021-2024 | Sweet Tooth                                        | Gus                 | Série de TV; Papel principal      |
| 2021      | O despertar do Tigre                               | Rob Horton          |                                   |
| 2021      | Diário de um Banana                                | Fregley             | Voz                               |
| 2023      | O Urso do Pó Branco                                | Henry               |                                   |
| 2023      | PAW Patrol: The Mighty Movie                       | Chase               | Voz                               |
| 2023      | One Piece                                          | Sanji (Jovem)       | Série                             |
| 2024      | Mom                                                | Alex                |                                   |
| 2024      | Barrons's Cove                                     | Ethan               |                                   |
| 2025      | O Macaco                                           | Bill e Hal          |                                   |